# María de la Luz Estrada
María de la Luz Estrada Mendoza es una activista por los derechos de las mujeres, socióloga y experta en el estudio de la violencia de género. Tuvo un papel fundamental en la tipificación del delito penal del feminicidio en México. Ha desempeñado distintas coordinaciones en materia de derechos humanos como el Proyecto de Violencia de Género y Derechos Humanos, fundadora de la Red Nacional Católica de Jóvenes por el Derecho a Decidir (CDD), del Observatorio Ciudadano para Monitorear la Impartición de Justicia en los casos de Feminicidio en Ciudad Juárez y Chihuahua, del Observatorio Ciudadano Nacional del Feminicidio y Coordinadora de la Región Centro de la Red Nacional de Organismos Civiles de Derechos Humanos Todos los Derechos para Todas y Todos.

## Trayectoria Profesional
María de la Luz Estrada estudió la licenciatura en Sociología en la Facultad de Estudios Superiores Acatlán de la Universidad Nacional Autónoma de México, se especializó en Estudios de la Mujer en El Colegio de México y posteriormente realizó su maestría en Derechos Humanos y Democracia por la Facultad Latinoamericana de Ciencias Sociales.

## Activismo
Inició su activismo luchando por la democracia y la seguridad social alrededor de 1988. Para 1992, María de la Luz ya era una activista comprometida con los derechos humanos de las mujeres y la justicia social. Participó en la visibilización de un fenómeno social sin precedentes: las desapariciones y los feminicidios en Ciudad Juárez. Casi cinco años después se empieza a involucrar en la problemática de los asesinatos de mujeres al conocer de cerca los testimonios de Esther Chávez, directora del centro de crisis Casa Amiga. En ese periodo formó parte de la campaña Por la Vida de las Mujeres, Ni una Muerte Más que promovía la Red Feminista Latinoamericana y del Caribe Contra la Violencia Doméstica y Sexual.

### Católicas por el Derecho a Decidir
En 1996, se acercó a la organización Católicas por el Derecho a Decidir (CDD) por los talleres de empoderamiento, sexualidad y reproducción impartidos por las promotoras católicas feministas. Se integró como promotora joven, impulsando a reflexionar sobre las vivencias de las nuevas generaciones y su sexualidad. En 2000 fue  coordinadora del programa de jóvenes y para finales de 2003, creó la Red Nacional Católica de Jóvenes por el Derecho a Decidir, una red de jóvenes activistas que desempeña un papel fundamental en la promoción de los derechos sexuales y derechos reproductivos.

### Observatorio Ciudadano Nacional del Feminicidio
En el 2003, María de la luz promueve la creación del Observatorio Ciudadano para Monitorear la Impartición de Justicia en Chihuahua. En los años siguientes, bajo su liderazgo, el Observatorio elaboró dos informes que se utilizaron como evidencia en la sentencia de Campo Algodonero. En 2007 impulsa la creación del Observatorio Ciudadano Nacional del Feminicidio (OCNF). También en este año inició el Programa de Violencia de Género y Derechos Humanos, donde trabajó construyendo alianzas con organizaciones de derechos humanos con la finalidad de concientizar sobre la violencia de género, especialmente la violencia sexual y el feminicidio.
En el año 2009, promovió en colaboración con la Red de Organismos Civiles de Derechos Humanos Todos los Derechos para Todas y Todos, que se evaluara el problema de feminicidio en México ante la Comisión Interamericana de Derechos Humanos. María de la Luz Estrada desempeñó un papel fundamental en la incidencia con la Asamblea Legislativa del Distrito Federal (ALDF) para lograr la aprobación de la Tipificación del delito de Feminicidio, por esta razón fue galardonada por el Instituto de Mujeres del Distrito Federal en 2011.
En 2012 colaboró con las expertas de la Comité para la eliminación de la discriminación contra la mujer (CEDAW, por sus siglas en inglés)  para lograr que las recomendaciones emitidas al Estado, fueran concretas y contundentes en el tema del feminicidio. Desde el 2015 continua realizando incidencias en los mecanismos de protección Alerta de Violencia de Género contras las Mujeres según lo contemplado en la Ley General de Acceso de las Mujeres a una vida libre de violencia.

## Obras
Durante su trayectoria ha realizado conferencias, talleres y capacitaciones en temas de salud sexual y reproductiva, derechos humanos de las mujeres y feminicidio. Algunas de sus publicaciones son 
- Feminicidio: asunto de discriminación de género y omisión en el acceso a la justicia en el Estado de México (2005-2010), 2011.
- Radiografía del feminicidio en México, 2011.
- Estudio de la implementación del tipo penal de feminicidio en México: Causas y consecuencias 2012-2013, 2014.[6]
- Desafíos en la implementación de la Alerta de Violencia de Género en jalisco. Informe sobre la situación de los Derechos Humanos Jalisco, 2016.[7]

## Reconocimientos
- Medalla Omecihuatl, Instituto de las Mujeres de la Ciudad de México, por su contribución a través del OCNF, 2011.
- Reconocimiento Hermila Galindo, Mención Honorífica en la categoría individual por su trayectoria en la promoción de los derechos humanos de las mujeres, 2014.[8]
- Medalla al Mérito Hermila Galindo, 2018.[9]